# Lupe Rumazo
Lupe Rumazo Cobo (sinh ngày 14 tháng 10 năm 1933) là một nhà văn người Ecuador. Bà là tác giả của 11 cuốn sách tiểu luận, truyện ngắn và tiểu thuyết.
Cobo được sinh ra ở Quito, con gái của nhà sử học người Ecuador Alfonso Rumazo González. Những cuốn sách của bà đã được các tác giả như Ernesto Sábato, Juana de Ibarbourou, và Benjamín Carrión. Bà là thành viên của Học viện Ngôn ngữ Ecuador, Nhà văn hóa Ecuador và Vòng tròn của các nhà văn Venezuela. Bà cư trú ở Venezuela.

## Cuộc sống cá nhân
Năm 1956, bà kết hôn với nghệ sĩ violin đáng chú ý Gerardo Alzamora Vela, Giám đốc Nhạc viện âm nhạc ở thành phố Quito, người mà bà đã gặp ở Colombia.

## Công trình
- En el lagar (1961)
- Sílabas de la tierra (Cuentos) (1964)
- Yunques y crisoles Americanos (oblayos) (1967)
- Rol beligerante (tiếp theo) (2003)
- Carta lớna sin chung kết (1978)
- Peste blanca, peste negra (Novela) (1988)
- Vivir en el exilio, Tallar en nubes (1992)
- Escalera de piedra
- Los Marcapasos (2011)
- Documentos prescindibles e prescindibles y Temporal
- Vida y Obra de Alfonso Rumazo González